# Teoria de la conspiració

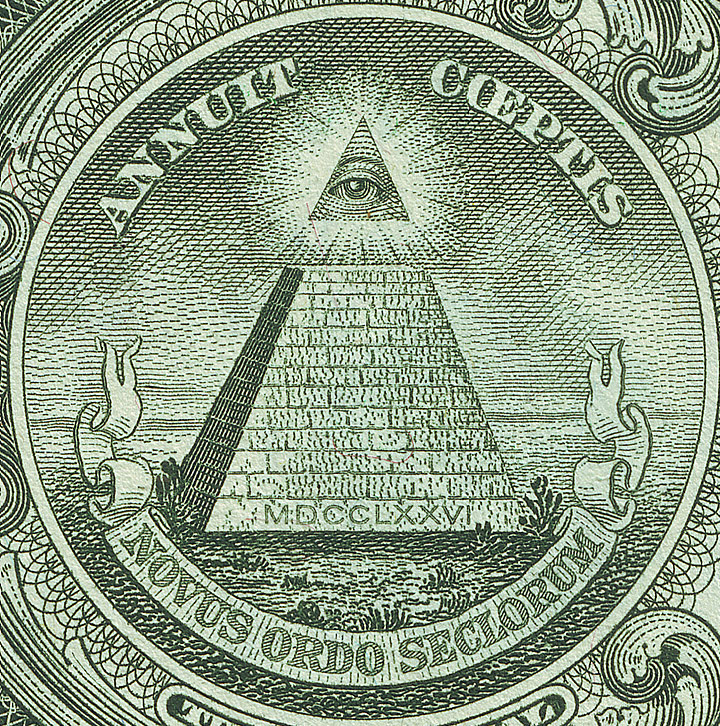
L'Ull de la Providència, o l'ull de Déu que tot ho veu, que es veu aquí en el bitllet d'un dòlar dels EUA, ha estat considerat per alguns com una prova d'una conspiració que involucra els pares fundadors dels Estats Units i els Illuminati.

Una teoria de la conspiració és una explicació d'un esdeveniment o situació que invoca una conspiració de grups sinistres i poderosos, sovint de motivació política, malgrat haver-hi altres explicacions que són més probables. El terme té una connotació negativa, la qual cosa implica que l'apel·lació a una conspiració es basa en prejudicis o proves insuficients. Una teoria de la conspiració no és el mateix que una conspiració; en canvi, es refereix a una hipòtesi de conspiració amb característiques específiques, com ara una oposició al consens dominant entre aquelles persones (com ara científics o historiadors) que estan qualificades per avaluar-ne l'exactitud.
Les teories de la conspiració resisteixen la falsificació i es reforcen amb el raonament circular: tant l'evidència contra la conspiració com l'absència d'evidència es reinterpreten com a evidència de la seva veritat, per la qual cosa la conspiració esdevé una qüestió de fe més que una cosa que es pot demostrar o desmentir. Diversos estudis han relacionat la creença en les teories de la conspiració amb la desconfiança vers l'autoritat i el cinisme polític. Alguns investigadors suggereixen que la ideació conspiracionista —creença en les teories de la conspiració— pot ser psicològicament perjudicial o patològica, i que està correlacionada amb un pensament analític inferior, una intel·ligència baixa, una projecció psicològica, una paranoia i un maquiavel·lisme. Els psicòlegs solen atribuir la creença en les teories de la conspiració i la troballa d'una conspiració on no n'hi ha a una sèrie de condicions psicopatològiques com ara la paranoia, l'esquizotipia, el narcisisme i la inseguretat, o a una forma de biaix cognitiu anomenada "percepció de patró il·lusori". Tanmateix, el consens científic actual sosté que la majoria dels teòrics de la conspiració no són patològics, precisament perquè les seves creences es basen en última instància en tendències cognitives que estan configurades neurològicament en l'espècie humana i probablement tenen orígens evolutius profunds, incloses les inclinacions naturals cap a l'ansietat i la detecció d'agents.
Històricament, les teories de la conspiració han estat estretament relacionades amb els prejudicis, la propaganda, la cacera de bruixes, les guerres i els genocidis. Sovint els autors d'atacs terroristes els creuen fermament, i van ser utilitzats com a justificació per Timothy McVeigh i Anders Breivik, així com per governs com l'Alemanya nazi, la Unió Soviètica i Turquia. La negació de la sida per part del govern de Sud-àfrica, motivada per teories de conspiració, va causar aproximadament 330.000 morts per sida, QAnon i la negació sobre els resultats de les eleccions presidencials dels Estats Units de 2020 van conduir a l'Assalt al Capitoli dels Estats Units de 2021, mentre que la creença en les teories de la conspiració sobre els aliments modificats genèticament va portar el govern de Zàmbia a rebutjar l'ajuda alimentària durant una fam, en un moment en què tres milions de persones al país patien gana. Les teories de la conspiració són un obstacle important per a les millores en la salut pública, fomentant l'oposició a la vacunació i la fluoració de l'aigua, entre d'altres, i s'han relacionat amb brots de malalties prevenibles amb vacunes. Altres efectes de les teories de la conspiració inclouen la reducció de la confiança en l'evidència científica, la radicalització i el reforç ideològic de grups extremistes, i les conseqüències negatives per a l'economia.
Les teories de la conspiració que a mitjan segle XX es consideraven limitades al públic marginal s'han convertit en un lloc habitual als mitjans de comunicació de masses, a Internet i a les xarxes socials, emergint com un fenomen cultural de finals del segle XX i principis del XXI. Estan molt estesos arreu del món i sovint se'ls creu, alguns fins i tot arriben a la majoria de la població. Entre les intervencions que s'han fet per reduir l'aparició de creences conspiratòries hi ha el manteniment d'una societat oberta i la millora de les habilitats de pensament analític del públic en general.

## Característiques
- La conspiració està feta per un grup minoritari, elitista i sovint secret amb bones connexions amb el poder polític.[42]
- Permet relacionar lògicament fets aparentment inconnexos.
- La societat sospita que té poca informació sobre un fenomen i busca una explicació racional o alternativa.
- Es recolza en fets reals acceptats per tothom i fa hipòtesis no comprovades però versemblants.
- Per als que no hi creuen, es basa en un procés mental de projecció errònia o en una tendència a la paranoia.

Les teories es poden agrupar segons l'agent involucrat en elles, és a dir, qui dissenya la trama i l'ocultament: pot ser algú extern a la comunitat, algú amb poder o una aliança dels grups marginals.

## Història
El concepte sorgeix a l'Anglaterra del segle xvii, en què els electors veien una conspiració darrere determinats moviments parlamentaris per apujar els impostos i enriquir-se. Els llocs més fecunds en teories conspiratives durant els segles posteriors, però, van ser França i els Estats Units.
El terme com a tal sorgeix el 1909. Està lligat a la democràcia, ja que en sistemes totalitaris no cal una conspiració per imposar la voluntat; la conspiració sempre suposa manipular les masses o amagar-los la informació perquè no aturin els moviments dels dirigents amb els vots o protestes.
Els mitjans de comunicació, i especialment Internet, han actuat com a focus difusors de diverses teories conspiratives. Aquestes han guanyat pes en la ficció, amb nombroses obres de literatura o pel·lícules que giren al voltant de complots mundials.

## Grups associats a les teories de la conspiració
Tot i que existeix una enorme varietat de teories, hi ha certs grups o mètodes que, tradicionalment, han estat associats a la conspiració per assolir el poder. Solen estar lligats als prejudicis socials de les seves comunitats d'origen.

### Societats religioses cristianes
Hi hauria un seguit de societats religioses que han perdurat al llarg dels segles i que amaguen veritats sobre Jesús i l'església per no perdre l'hegemonia que aquesta té al món occidental. Els templers, els càtars, els illuminati o els jesuïtes han estat acusats de conspirar. Els best-sellers literaris basats en temàtica religiosa i intriga, en la línia d'El codi Da Vinci, exploten aquest tipus de teories.

### Jueus
L'antisemitisme ha estat un brou tradicional de teories conspiratòries. Els jueus han estat associats al desig d'espoliar les riqueses cristianes, destruir relíquies, prendre el control mundial o expandir el sionisme. Una obra cabdal n'és el suposat Protocol dels Savis de Sió, un document en què es detallen els plans de dominació mundial per part dels jueus. De vegades, els jueus es veuen com a aliats dels maçons (el franquisme va popularitzar aquesta equiparació, per exemple, amb l'expressió de "contubernio judeo-masónico" per a designar un suposat complot dirigit a enderrocar el règim).

### Comunistes
El comunisme es veia com una amenaça per al bloc capitalista, sobretot durant la guerra freda. La "caça de bruixes" nord-americana, l'espionatge i les depuracions europees són conseqüències històriques d'aquest tipus de teories. La revolució bolxevic, cubana i les antigues colònies van tenir els seus escàndols conspiratoris, amb detencions massives incloses.

### Mèdiques
Aquestes teories parlen de l'extensió voluntària de malalties per tal d'enriquir els laboratoris farmacèutics o eliminar determinats sectors de la població. La sida, com abans la lepra, el virus d'Ebola i altres virus haurien estat creats deliberadament per infectar col·lectius de persones, encara que després s'hagin escampat pel conjunt de la població.

### Complot islàmic
El terrorisme d'Al-Qaida seria l'hereu dels antics intents islàmics per a conquerir llocs estratègics (antigament, els venerats per la religió i ara els rics en petroli o altres recursos). Estaria aliat amb l'OPEP per enfonsar l'Occident en una crisi permanent.

### La fi del món
Altres teories prediuen la fi del món en una data amagada a l'opinió pública. Són hereves de l'escatologia tradicional religiosa, però hi afegeixen elements moderns, com la vigilància permanent per mitjà de satèl·lits, el monopoli de certes tecnologies i la preparació de noves armes.

### Morts
Determinades morts s'han vist com a fruit d'una conspiració per allunyar persones molestes per al poder. John Fitzgerald Kennedy o Diana de Gal·les en serien exemples paradigmàtics.

### Ocultació o manipulació de fets clau
Els governs tindrien accés a informació clau que haurien amagat o manipulat, o s'haurien inventat determinats esdeveniments per motius de propaganda. Dins d'aquest grup, es troba la presumpta falsificació de l'arribada a la Lluna, l'ocultació d'assumptes com l'existència dels ovnis i de contactes amb extraterrestres, la catalanitat de Cristòfor Colom, l'autoria d'ETA dels atemptats de Madrid de l'11 de març de 2004 o documents classificats com a secrets per contenir veritats incòmodes en forma de dades o profecies.

## Teories de la conspiració en la ficció
El thriller literari i cinematogràfic es nodreix sovint de teories de la conspiració, usualment ambientades als Estats Units o relacionades amb aquests. Exemples populars en serien El codi Da Vinci, de Dan Brown, les històries de X-Files o les novel·les de John Grisham, entre d'altres.
En aquestes històries, apareix un protagonista que accidentalment es veu involucrat en la trama de grups de poder que conspiren per governar el país, aturar enemics amb mètodes il·legals o perpetuar negocis mafiosos. Els seus principis i la seva vida corren perill per la pressió d'aquests grups, ja que la conspiració és difícil de provar.

## Formació de la imatge del món i de la història en les teories de la conspiració
En general, les teories de la conspiració són basades en ignorància, en la deficiència de crítica dels receptors i en foscor dels fets i d'enllaços entre si i, llavors, les teories són basades en la seva impossibilitat de verificació. Els autors de la teoria completen aquestes foscors amb els arguments que causen impressió de ser precisos, encara que no es basin en fets ni en fonts segures. Especialment, hi ha tals fenòmens, com:
- Ampliació temporal o espacial de l'activitat de les organitzacions secretes. En la teoria de la conspiració, creada per Robert Ludlum merament com a ficció en la novel·la El cercle Matarese (The Matarese Circle), una associació secreta de Còrsega, fundada al principi del segle xx, causa l'activitat de cada organització terrorista en el món. De la mateixa forma, en la pel·lícula Esoteric Agenda, es proposa la tesi que una secta de caràcter pagà i ocultista dirigeix el món ja des del temps d'antic Egipte.
- Interpretació lliure de les relacions entre els grups. Relacions miscel·lànies: hostilitat, indiferència, així com cada prova d'acord entre institucions poden ser interpretades en les maneres següents:
  - una institució és subordinada a l'altra;
  - l'una és infiltrada per l'altra;
  - ambdues són la mateixa institució amb dues cares;
  - ambdues cooperen.

Les relacions conegudes de mitjans de comunicació de masses o d'història són interpretades com a preparades per la direcció de les institucions per a ús de les persones no iniciades. Teories de la conspiració sovint difereixen respecte a les relacions entre institucions.
- Opinió que totes les organitzacions secretes són filiades. El cas especial de dues característiques anteriors. Segons aquesta opinió, una organització secreta no pot néixer independentment, sinó que ha estat fundada amb la intenció de continuació de l'activitat d'una altra organització secreta (francmaçoneria i orde del Temple en el llibre El Codi Da Vinci de Dan Brown), o per exemple com a filla d'aquesta. Com en el cas d'organitzacions oficials, tal afiliació és possible; no obstant això, en les teories de la conspiració, la qüestió sovint es refereix a cada organització secreta.
- Reemplaçament de deficiència de les informacions o d'informacions equívoques per una ficció. Els autors de la pel·lícula Zeitgeist declaren que la biografia de Jesús de Natzaret (naixement, activitat, 12 apòstols, crucifixió, resurrecció) precisament sembla el mite sobre l'ídol Horus de l'antic Egipte. Ells aprofiten molt dels mites sobre Horus, sovint discrepants; però, en realitat, cada mite sobre Horus és completament diferent de la vida de Jesús en els aspectes primaris.[47][48][49]
- Una altra interpretació dels noms, de les abreviatures i del simbolisme. Segons els autors de la pel·lícula Esoteric Agenda, el nom Israel deriva dels noms dels ídols egipcis i ídols del Pròxim Orient: Isis, Ra, El (considerat com a ídol local). Mentre que aquest nom deriva d'un altre nom de Jacob de l'Antic Testament i significa 'aquell que lluita amb Déu'. En manera anàloga, Walter Veith interpreta IHS (o JHS) -l'abreviatura del nom de Jesús- com una abreviatura dels noms dels ídols de l'antiguitat.
- Adducció de molts noms, de dates i d'altres detalls. És amb intenció de fer d'aquestes informacions i unes altres comunicades, creïbles.
- Presentació sensacional d'informacions, amb aparença de descobriment. En la teoria de la conspiració basada, entre d'altres, en la Biblia, Walter Veith presenta la seva pròpia interpretació de l'Apocalipsi de Joan, en què el personatge de la Babilònia la gran és interpretat com la personificació del Vaticà. Mentre que aquesta és una interpretació coneguda des de fa temps i predicada per protestants radicals enfrontats al catolicisme, aquest és sobretot el fragment sobre set pujols on Roma era situada al principi de l'era comuna, que tendeix a indicar la localització geogràfica de Gran Babilònia i no sols les fonts de sengles teories de la conspiració l'utilitzen. En comentaris d'altres confessions cristianes (interpretació preterista), Babilònia la gran és considerada Roma -en temps del Nou Testament, la seu de totes les abominacions- o una ciutat anàloga existent en la fi del temps.
- Atribució de significació excessiva en coincidències i semblances. Autors de teories convencen que una coincidència en alguns aspectes significa una coincidència en altres aspectes, fins a la total identitat. La pel·lícula Zeitgeist presenta una opinió d'aquest gènere en connexió amb la religió cristiana i les religions paganes. En realitat, cada gran religió ha assimilat ritus locals.
- Atribució de gran importància a l'herència o al parentiu. En teories de la conspiració relacionades amb el nou ordre mundial es deriven els avantpassats dels presidents nord-americans des del temps antic, subratllant el paper de la iniciació al llarg de generacions.
- Citació de fonts sense valoració. Moltes fonts, per exemple en Les dues Babilònies són parcials.
- Associació d'un secret deliberat de les informacions. La matèria de les teories de la conspiració són sovint institucions que tenen informacions secretes. Els autors de les teories de la conspiració posen en primer terme l'aspecte de les intencions ocultes; no obstant això, no prenen en consideració, per exemple, el secret professional o la protecció de privadesa.
- Presentació de versions possibles dels esdeveniments com a segures. És la base de creació de les teories de la conspiració. La interpretació, que és d'acord amb els fets coneguts (llavors, és possible), és tractada com a veritable. Per la seva ambigüitat o els pocs fets presentats, tal interpretació és difícil de derrocar.
- Atribució de conspiració a altres autors de teories de la conspiració. Michael Tsarion és considerat alhora un adversari i una de les persones que van formar el nou ordre mundial.

## Característiques de les persones que hi creuen
Les persones creients en una teoria conspirativa tendeix a creure's una altra fins i tot arribant a creure en diverses teories conspiratives mútuament incompatibles, ja que ambdues sostenen la seua creença bàsica general que fonamenta la seua creença en teories de la conspiració en general. Aquest comportament és anomenat sistema monològic de creença.
Les persones que confien molt en les seues intuïcions solen creure més en les teories de la conspiració.
Les persones amb escasses competències informacionals relatives als mitjans de comunicació tenen major probabilitat de ser creients de les teories de la conspiració mentre que en el cas contrari ocorre el contrari.